# Castelo da Maia
Castelo da Maia (Castêlo da Maia antes do Acordo) é uma vila portuguesa sede da Freguesia de Castelo da Maia do Município da Maia, freguesia com 19,36 km² de área e 18587 habitantes (censo de 2021), tendo, assim, uma densidade populacional de 960,1 hab./km².
A povoação de Castelo da Maia foi elevada à categoria de vila em 23 de agosto de 1986.

## História
A atual freguesia teve a sua origem na extinção e agregação das antigas freguesias de Santa Maria de Avioso, São Pedro de Avioso, Gemunde, Barca e Gondim. Na área destas deteve a Ordem de Malta importantes bens, razão pela qual os respetivos brasões de armas ostentam a cruz oitavada daquela antiquíssima ordem religiosa e militar.
Esta freguesia maiata tem o seu nome largamente conhecido em Portugal, graças ao Castêlo da Maia Ginásio Clube, clube de voleibol, que joga no Campeonato Nacional de Voleibol, e que já venceu por diversas vezes o campeonato quer no escalão feminino quer no escalão masculino.
É ainda nesta freguesia que se situa o Instituto Superior da Maia (ISMAI).

## Demografia
A população registada nos censos foi:
| Distribuição da População por Grupos Etários | Distribuição da População por Grupos Etários | Distribuição da População por Grupos Etários | Distribuição da População por Grupos Etários | Distribuição da População por Grupos Etários | Distribuição da População por Grupos Etários |
| -------------------------------------------- | -------------------------------------------- | -------------------------------------------- | -------------------------------------------- | -------------------------------------------- | -------------------------------------------- |
| Antes da agregação                           |                                              |                                              |                                              |                                              |                                              |
| Ano                                          | 0-14 anos                                    | 15-24 anos                                   | 25-64 anos                                   | >= 65 anos                                   | Total                                        |
| 2001                                         | 2701                                         | 2295                                         | 8813                                         | 1643                                         | 15452                                        |
| 2011                                         | 3106                                         | 1924                                         | 11062                                        | 2303                                         | 18395                                        |
| Após a agregação                             |                                              |                                              |                                              |                                              |                                              |
| Ano                                          | 0-14 anos                                    | 15-24 anos                                   | 25-64 anos                                   | >= 65 anos                                   | Total                                        |
| 2021                                         | 2632                                         | 2023                                         | 10670                                        | 3262                                         | 18587                                        |

### Toponímia
De acordo com o linguista português José Pedro Machado, a localidade denomina-se e pronuncia-se «Castêlo», em vez de «Castelo», porque se trata da corruptela da palavra «castrelo», que, por seu turno, é um diminutivo arcaico de «castro».

## Património
- Museu de História e Etnologia da Terra da Maia
- Quinta da Gruta
- Parque de Avioso
- Igreja de São Pedro de Avioso
- Capela de Sr. da Santa Cruz

## Transportes
A freguesia do Castêlo da Maia dispõe de três Estações de Metro que integram a Linha Verde do Metro do Porto:
- Mandim,
- Castêlo da Maia (antiga Estação Ferroviária)
- ISMAI.